# Type rating
Type rating je certifikacija pilota (pooblastilo) za upravljanje posameznega tipa letala, na primer Airbus A320. Večja letala, po navadi z vzletno težo nad 5700 kg (12500 funtov), so precej kompleksna in vsak tip letala zahteva svoj rating (pooblastilo). Tako pilot z licenco z vpisanim A320 ne more leteti na Boeingu 737 ali Airbusu A330. Vsa reaktivna letala zahtevajo svoj type rating in vsa letala, ki imajo turbopropelerske motorje.  
Razlika je "class rating" (manjša letala) pri katerem lahko pilot z npr. MEP ratingom (za večmotorna batna letala) leti na npr. Piper PA-34 Seneca, Piper PA-44 Seminole, Cessna C340, Cessna 421 ali Beechcraft Duchess. Vendar tudi nekatera manjša letala, kot je turbopropelerski Piper PA-46, zahtevajo svoj type rating medtem ko lahko batnega Piper PA-46 pilot leti samo z SEP ratingom - za enomotorna batna letala.
Obstajajo še vpisi (endorsments) v pilotsko knjigo letenja (pilot logbook), to so zapisi o usposabljanju na določeno varianto letala znotraj določenega ratinga. Tako na primer lahko pilot z ratingom SEP leti družino preprostih enomotornih batnih letal PA-28 Warrior, Archer, če pa ima dodatne vpise v knjigo pa še lahko leti PA-28 Arrow, ki ima spremenljiv korak in uvlačljivo podvozje, potem če je usposobljen na prisilno polnjenje lahko leti še PA-28 Turbo Arrow. Za letala kot so PA-18 Super Cub pa potrebuje vpis o letalih z repnim kolesom.
Šolanje za Type rating so včasih plačale letalske družbe, v zadnjem času pa se pogosto dogaja, da piloti sami prevzamejo ta strošek. Cena je okvirno 30.000 €. Type rating velja eno leto, nato mora pilot podaljšati veljavnost s ponovnim izpitim letom t.i. podaljšanjem ratinga na simulatorju. Šolanje v večjem delu primerov poteka na simulatorjih letenja – pilot sploh ne upravlja fizičnega letala. Šolanje obsega teoretično usposabljanje in okrog 40 ur v simulatorju, za prvi velik reaktivni avion imajo piloti tudi tako imenovan bazni trening (base trening), ko letijo 6 šolskih krogov s praznim letalom z inštruktorji letenja, cena je okvirno 10.000 €, saj letala kot je na primer A320ceo porabijo na nizkih višinah precej goriva 4000 kg/h.
Letala iste družine, kot je Airbus A320, ki obsega A318, A319, A320 in A321, imajo skupni type rating, tako lahko pilot leti več podtipov iste družine.
V letalstvu sicer obstajata dve vrsti dovoljenj: licence in ratingi
Nekatere mednarodne licence:
- ATPL - Airline transport pilot licence - licenca prometnega pilota
- CPL - Commercial pilot licence - licenca poklicnega pilota
- PPL - Private pilot licence - licenca zasebnega (športnega) pilota

Nekateri ratingi:
- Type rating - pooblastilo za en točno določen tip letala (npr. A320, B737, A330/350, AN26, CL65, C560XL/XLS, BE90/99/100/200, L410, PA-42, C441)
- SEP (single engine piston) - za enomotorna batna letala (npr. C152, C172, C210, F-260, BE36, PA32, AC11, PA-46)
- MEP (multi engine piston) - za večmotorna batna letala (npr. PA-31, PA-34, PA-60, BE55, BE60, BE88, C340, C402, C421)
- Class ratingi - pooblastilo za en točno določen razred letal z turbinskim motorjem (pilot lahko leti samo vpisan razred npr. SET Cessna ne pa SET TBM, ki jo ločen razred)
  - SET Cessna (Singel engine turbine) - za enomotorna turbinska letala proizvajalca Cessna (npr. C206 Soloy, C207 Soloy, C208, C210 Silver Eagle)
  - SET Air Tractor (Singel engine turbine) - za enomotorna turbinska letala proizvajalca Air Tractor (npr. AT-402, AT-502, AT-503, AT-602, AT-802)
  - SET PA-46 (Singel engine turbine) - za enomotorna turbinska letala Piper PA-46 (npr. PA-46-500TP, PA-46 Jetprop, PA-46-600TP)
  - SET TBM (Singel engine turbine) - za enomotorna turbinska letala Socata TBM (TBM700, TBM850, TBM900, TBM910, TBM930)
- IR (instrumental rating) - za IFR letenje
- FI (flight instructor) - inštruktor letenja na letalih
- IRI (Instrument rating instructor) - inštruktor za inštrumentalno šolanje
- TRI (type rating instructor) - inštruktor za tip letala

Nekateri vpisi za batna letala:
- TW (Tail Wheel) - letala z repnim kolesom (npr. PA-18, Citabria, Maule, Aviat Husky)
- VP (Variable Pitch propeller) - letala s spremenljivim korakom propelerja (npr. C182, PA-32, TB-20)
- T (Turbo charged) - letala s prisilnim polnjenjem motorja (npr. C206 turbo, SR22 turbo)
- EFIS (Electronic Flight Instrument System) - letala z digitalnim kokpitom (npr. C172SP Garmin G1000)
- RU (Rectractable Undercarriage) - letala z uvlačljivim podvozjem (npr. BE36, AC11, PA-46)
- SLPC (Single Lever Power Control) - letala z eno ročico za nastavljanje moči - tipično dizelski motorji (npr. DA40-TDI, C172 JT-A)
- P (cabin Pressurisation) - letala s kabino pod tlakom (npr. PA-46, C210, Mooney M22)